# Say It's Not True
Say It's Not True è una canzone scritta da Roger Taylor, batterista dei Queen, pubblicata originariamente come singolo il 1º dicembre 2007 e inserita successivamente sull'album The Cosmos Rocks del 2008, come primo singolo dell'album, della rock band britannica dei Queen + Paul Rodgers.

## Storia
Questa canzone è stata scritta nel 2003 per il concerto del 46664 organizzato dai Queen e Nelson Mandela, concerto di beneficenza per la lotta contro l'AIDS e per la fame nel Sudafrica. La canzone è anche conusciuta perché è stata cantata in versione con chitarra acustica da Roger Taylor durante il Queen + Paul Rodgers Tour 2005, il tour dei Queen organizzato con Paul Rodgers nel 2005 e 2006. La canzone compare infatti anche in Return of the Champions.
Mentre i Queen + Paul Rodgers erano in studio per la registrazione del nuovo album, Brian May annunciò il primo singolo con Paul Rodgers che sarebbe stato pubblicato inizialmente solo in formato elettronico. La canzone, nella versione cantata da tutti i membri della band è stata pubblicata nel sito ufficiale del 46664, in quello dei Queen + Paul Rodgers e in quello dei Queen il 30 novembre 2007. Tutti i proventi sono andati in beneficenza. Solo il 31 dicembre 2007 il singolo è stato pubblicato nel formato CD, con un mix diverso rispetto alla versione in download un mese prima.
Nell'album The Cosmos Rocks la canzone compare con un missaggio diverso rispetto alla versione scaricabile da internet e rispetto alla versione del singolo.

## Tracce Cd Singolo
1. Say It's Not True - 4:02
2. Say It's Not True (video)

## Registrazioni dal vivo ufficiali
- Return of the Champions (CD, LP e DVD del 2005)
- Super Live in Japan (DVD del 2006 riservato al Giappone)

## Registrazioni in studio*
Registrazioni ufficiali prodotte in studio, che presentano differenze nel mixaggio:
- Say It's Not True digital download (30 novembre 2007)
- Say It's Not True cd single (31 dicembre 2007)
- Say It's Not True album version (15 settembre 2008)

## Posizioni in classifica
- #5 (Italia)

- #34 (Paesi Bassi)

- #68 (Romania)

- #82 (Germania)

- #90 (UK)